# Cymbilaimus
Cymbilaimus är ett litet fågelsläkte i familjen myrfåglar inom ordningen tättingar. Släktet omfattar endast två arter som förekommer från Honduras till norra Bolivia och Amazonområdet i Brasilien:
- Zebramyrtörnskata (C. lineatus)
- Bambumyrtörnskata (C. sanctaemariae)